# Rodan
Pour les articles homonymes, voir Rodan (homonymie).

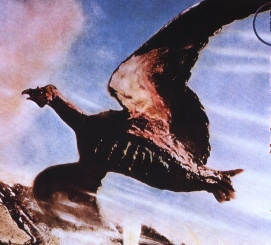
Rodan

Rodan est un kaijū apparu pour la première fois en 1956.
C'est un ptéranodon mutant long d'une centaine de mètres et volant à la vitesse d'un avion hypersonique.Cette créature vit dans un volcan à Isla De Mara et se réveillera dans les années 2163

## Films
Liste des films relatifs à Rodan, par ordre chronologique :
- 1956 : Rodan (Sora no daikaijû Radon) de Ishirō Honda
- 1964 : Ghidorah, le monstre à trois têtes (San daikaijû: Chikyu saidai no kessen), de Ishirō Honda
- 1965 : Invasion Planète X (Kaijû daisenso), de Ishirō Honda
- 1968 : Les envahisseurs attaquent (Kaijû sôshingeki), de Ishirō Honda
- 1993 : Godzilla vs Mechagodzilla 2 (Gojira VS Mekagojira), de Takao Okawara
- 2004 : Godzilla: Final Wars (Gojira: Fainaru uôzu), de Ryūhei Kitamura
- 2019 : Godzilla 2 : Roi des monstres, de Michael Dougherty